# Sabrina Gonzalez Pasterski

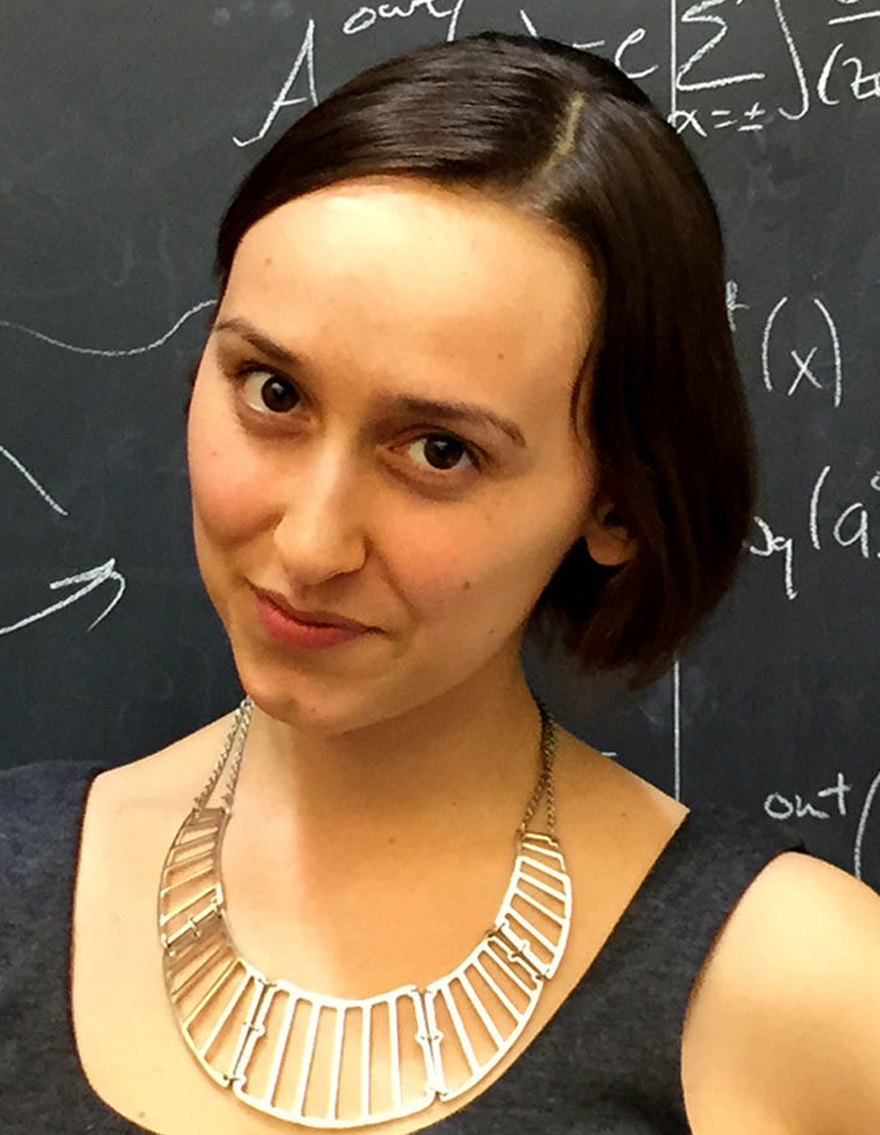
Sabrina Gonzalez Pasterski

Sabrina Gonzalez Pasterski (* 3. Juni 1993 in Chicago, Illinois) ist eine US-amerikanische Physikerin.

## Kindheit und Bildungsweg
Gonzalez Pasterski ist die Tochter der gebürtigen Kubanerin Maria E. Gonzales und des US-Amerikaners Mark Pasterski. Sie besuchte ab 1998 das Edison Regional Gifted Center und im Anschluss daran die Illinois Mathematics and Science Academy, an der sie 2010 ihren Schulabschluss machte.
Gonzalez Pasterskis private Leidenschaft gilt der Luftfahrt. Im Jahr 2003 nahm sie erste Flugstunden, im Jahr 2005 war sie an der EAA AirVenture Oshkosh als Copilotin involviert. 2006 begann sie mit einem Eigenbau eines Privatflugzeugs. Ihren ersten Soloflug hatte sie in ihrem Eigenbau im Jahr 2009 nach der Abnahme ihrer Fluglizenz durch Fluglehrer Jay Maynard.
Ihr Grundstudium, das sie mit 19 Jahren mit der Bestnote 5.00 beendete, erfolgte am Massachusetts Institute of Technology, wo sie als Sophomore das Compact-Muon-Solenoid-Experiment am Large Hadron Collider begleitete. Unter der Supervision des Physikers Andrew Strominger promovierte sie im Jahr 2019 über Teilchenphysik an der Harvard University. Ihre Arbeiten dort führten zur Entdeckung des „Spin-Memory-Effekts“, der zur Erkennung oder Verifizierung der Nettoeffekte von Gravitationswellen genutzt werden kann. Im Jahr 2015 hatte sie an der Harvard University das Pasterski-Strominger-Zhiboedov-Dreieck in einer Soloarbeit vervollständigt, die Stephen Hawking Anfang 2016 zitierte.
Als Postdoktorandin besuchte sie die Princeton University. Danach nahm sie eine Stelle am Perimeter Institute for Theoretical Physics an. Im Alter von 27 Jahren gründete sie die Celestial Holography Initiative und stellte innerhalb von sechs Monaten vier Postdoktoranden ein. Pasterski lud außerdem ihren Doktorvater Andrew Strominger zur Zusammenarbeit ein.

## Auszeichnungen
- 2010, Illinois – Aviation Trades Association Industry Achievement Award[4]
- 2012, Scientific American – 30 under 30[7]
- 2012, Tagung der Nobelpreisträger in Lindau – Youth Researcher[7]
- 2013, MIT Physics Department – Orloff Scholarship Award[18]
- 2015, Forbes – 30 under 30[19]
- 2015, Hertz Foundation – Fellowship[20]
- 2017, Forbes – 30 under 30 All Star[21]
- 2017, Marie Claire – Genius Award[22]
- 2017, Silicon Valley Comic Con – Headliner[23]

## Trivia
Sabrina Gonzalez Pasterski bekam Stellenangebote von der NASA und Blue Origin.
In einem Interview nannte sie Leon Lederman, Dudley Herschbach und Freeman Dyson auf die Frage, wer ihre wissenschaftlichen Helden seien.